# Kitty Knös
Ester Kitty Knös, ursprungligen Dahrenstædt-Hæger, född 14 juni 1919 i Oscars församling, Stockholm, död 15 april 2000 i Uppsala domkyrkoförsamling, var en svensk översättare. 

## Biografi
Knös föddes 1919 i Stockholm. Hon var dotter till läkaren Anders Ivan Dahrenstædt-Hæger och hans fru Ester Kristina Londin. Hon avlade studentexamen 20 juni 1941 som privatist vid Södra Latin. 1945 tog hon en filosofie kandidat med inriktning på romanska språk, engelska och konsthistoria. hon gifte sig 1946 med Anders Gustaf Knös.
Från franska har hon bland annat översatt George Sands En vinter på Mallorca till svenska, samt verk av Françoise Sagan. Från engelska har hon bland annat översatt verk av Alfred Hitchcock, Paul Denver och Mary Stewart.
Makarna Knös är begravda på Uppsala gamla kyrkogård.